# Alan Mullery
Alan Patrick Mullery (* 23. November 1941 in Notting Hill/London, England) ist ein ehemaliger englischer Fußballspieler, der vor allem zum Ende der 1960er- und zu Beginn der 1970er-Jahre für Tottenham Hotspur große sportliche Erfolge feiern konnte.

## Laufbahn als Fußballspieler
Mullery war ein körperbetont spielender und schneller zentraler Mittelfeldspieler, der sich in seiner Jugendzeit dem FC Fulham anschloss und dann im Jahr 1958 zu seinem Einstand kam. Innerhalb eines Jahres wurde ihm nach der Verletzung von Johnny Haynes die Kapitänsaufgabe übertragen, wobei er in seinem ersten Spiel als Mannschaftsführer ein Eigentor schoss.
Nach 199 Partien für die Cottagers wechselte Mullery im März 1964 für 72.500 Pfund zu Tottenham Hotspur und integrierte sich dort schnell in der ersten Mannschaft. Im Dezember des gleichen Jahres erhielt er beim Länderspiel gegen die Niederlande in Amsterdam, das 1:1 endete, seinen ersten Einsatz für die englische Nationalmannschaft.
Trainer Alf Ramsey berief Mullery jedoch nur sporadisch in die englische Mannschaft und verzichtete auf ihn bei der Nominierung des Kaders für die WM 1966 im eigenen Land, bei der England Weltmeister wurde. In Tottenham jedoch entwickelte er sich weiter zu einer Führungspersönlichkeit im Mittelfeld.
Tottenham gewann im Jahr 1967 nach einem 2:1-Endspielsieg gegen den FC Chelsea den FA Cup und bereitete dabei das erste Tor von Jimmy Robertson vor. Im gleichen Monat kam Mullery bei der 2:3-Niederlage gegen Schottland im Wembley-Stadion zu seinem zweiten Länderspiel und blieb nun Bestandteil der Mannschaft, die sich bei der Qualifikation zur EM 1968 unter die letzten vier Mannschaften spielte. Seinen Konkurrenten und Weltmeister Nobby Stiles verdrängte er dabei auf die Ersatzbank.
Im Halbfinale der Europameisterschaft erhielt er nach einem hart geführten Spiel gegen Jugoslawien den ersten englischen Platzverweis in einem Länderspiel überhaupt. England verlor das Spiel mit 0:1 und aufgrund der folgenden Sperre für Mullery vertrat ihn Stiles beim Sieg in der Begegnung um den dritten Platz gegen Italien. Dennoch vertraute Ramsey Mullery weiterhin und setzte ihn in den meisten Vorbereitungsspielen im Vorfeld der WM 1970 in Mexiko ein.
Mullery, der nach dem Weggang von Dave Mackay mittlerweile Tottenhams Mannschaftskapitän war, absolvierte sein 28. Länderspiel, als England mit einem 1:0 gegen Rumänien in Guadalajara in das Weltmeisterschaftsturnier startete. Er war weiterhin in der Mannschaft, die zunächst gegen Brasilien verlor und dann gegen die Tschechoslowakei gewann, um danach im Viertelfinale dem deutschen Team zu begegnen, das sie vier Jahre zuvor im Endspiel geschlagen hatten.
Mullery führte sich in diesem Spiel schnell ein und schoss sein erstes Tor für England in der ersten Halbzeit. Obwohl England dann sogar mit 2:0 vorne lag, verlor die Mannschaft noch mit 2:3 und schied aus dem Turnier aus.
Ramsey setzte auch nach der Weltmeisterschaft auf Mullery, aber nach dem Erscheinen von Colin Bell und Peter Storey absolvierte Mullery 1971, einen Monat nach seinem 30. Geburtstag, beim 3:2-Sieg gegen die Schweiz, dem Beginn der Qualifikation zur EM 1972, sein 35. und letztes Länderspiel. Zuvor hatte Mullery im gleichen Jahr bereits den Ligapokal durch einen 2:0-Finalsieg gegen Aston Villa errungen. Im Jahr darauf folgte der Sieg im UEFA-Pokal, als  Tottenham im einzigen Finale zweier englischer Klubs in der Geschichte dieses Pokals mit 3:2 nach Hin- und Rückspiel gegen die Wolverhampton Wanderers gewann. Mullery schoss dabei im zweiten Spiel beim 1:1 das Tor für Tottenham.
Er kehrte dann nach Fulham zurück und erzielte in einem FA-Cup-Spiel gegen Leicester City mit einem Volleyschuss aus 23 Metern das Tor der Saison. Im Jahr 1975 erreichte Mullery mit Fulham das Endspiel des gleichen Wettbewerbs, obwohl der Verein nicht in der First Division spielte, und verlor dort mit 0:2 gegen West Ham United, dem ehemaligen Verein von Bobby Moore. Es folgte 1975 noch Mullerys Auszeichnung zum Fußballer des Jahres und der Order of the British Empire als MBE.

## Werdegang nach der Fußballerkarriere
Mullery beendete im Jahr 1976 seine aktive Karriere als Fußballspieler und erlebte dann eine erfolgreiche Zeit als Trainer bei dem Verein Brighton & Hove Albion, den er über zwei Aufstiege in die First Division führte. Danach trainierte er noch Charlton Athletic, Crystal Palace, die Queens Park Rangers, erneut Brighton und den FC Barnet, bevor er sich dann aus dem Fußballtagesgeschäft zurückzog.
Während seiner ersten Trainerära in Brighton heizte er dabei die schon vorhandene Rivalität zu Crystal Palace bei einem Spiel zwischen beiden Vereinen an, als er bei einem umstrittenen Elfmeter (der bei einer zweiten Ausführung nach vorherigem Treffer von Brighton verschossen wurde) die Verantwortlichen von Palace öffentlich scharf attackierte. Als er dann 1982 zum neuen Trainer von Crystal Palace ernannt wurde, protestierten viele Anhänger dagegen und blieben den eigenen Heimspielen fern.
Heute arbeitet er als Fußballexperte für Sky Sports und übernahm im September 2005 eine Beraterrolle bei dem Amateurverein Crawley Town.

## Erfolge
- FA Cup: 1967
- FA Community Shield: 1968
- League Cup: 1971
- UEFA-Pokal: 1972